# Прошувкі
Прошувкі (пол. Proszówki) — село в Польщі, у гміні Бохня Бохенського повіту Малопольського воєводства.
Населення — 1801 особа (2011).
У 1975-1998 роках село належало до Тарновського воєводства.

## Демографія
Демографічна структура станом на 31 березня 2011 року:
|          | Загалом | Допрацездатний вік | Працездатний вік | Постпрацездатний вік |
| -------- | ------- | ------------------ | ---------------- | -------------------- |
| Чоловіки | 880     | 239                | 572              | 69                   |
| Жінки    | 921     | 199                | 559              | 163                  |
| Разом    | 1801    | 438                | 1131             | 232                  |